# Epicerurina grisea
Epicerurina grisea är en fjärilsart som beskrevs av Sergius G. Kiriakoff 1969. Epicerurina grisea ingår i släktet Epicerurina och familjen tandspinnare. Inga underarter finns listade i Catalogue of Life.